# Swiss Army Bicycle
La Swiss Army Bicycle, «bicicleta del Ejército Suizo» (también conocida: militärfahrrad - militärvelo - militaervelo - velo militaire - bicicletta militare), fue una bicicleta utilizada por el ejército suizo desde 1905 hasta mediados de los años 1990.

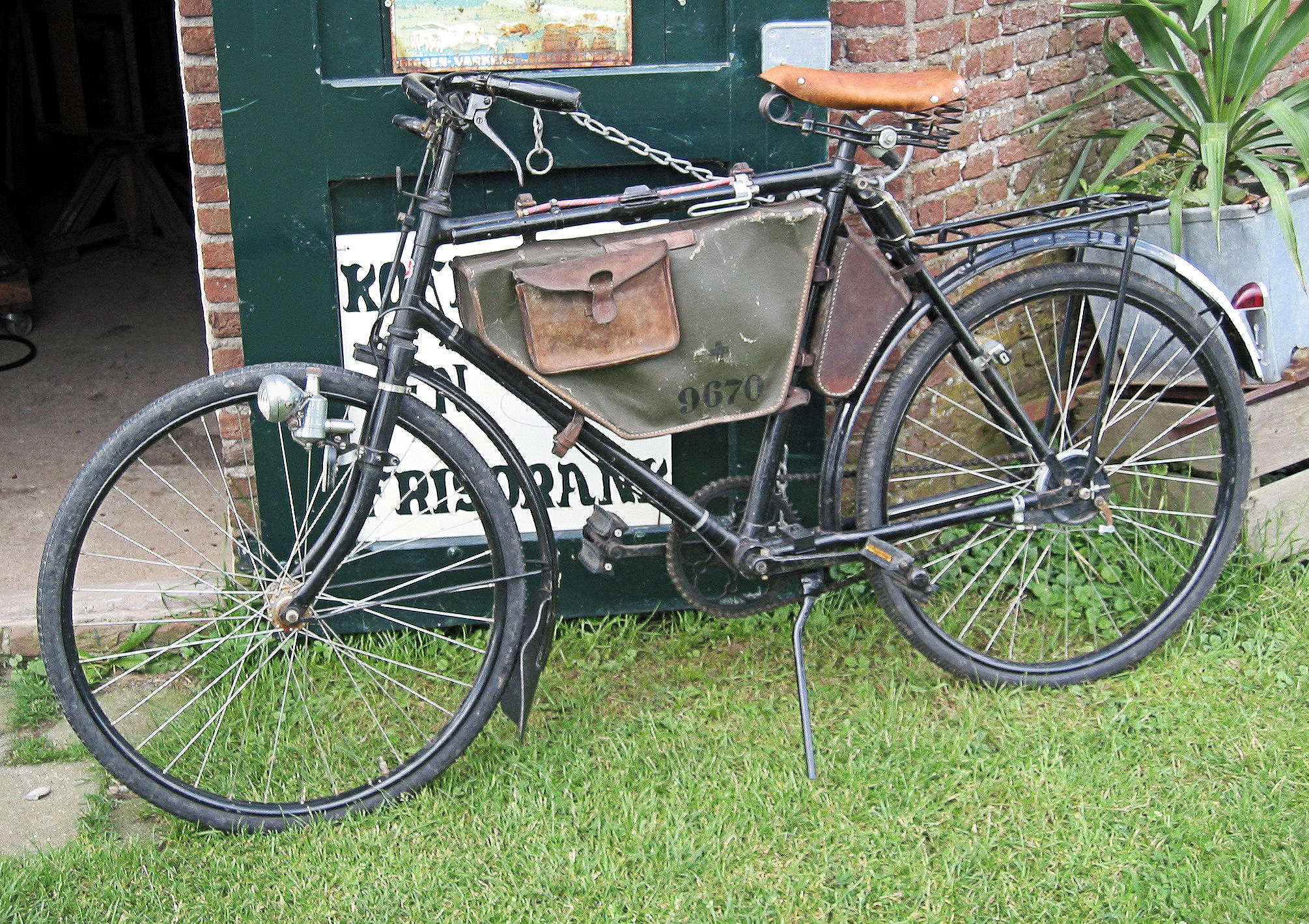
El modelo MO-05 de «Swiss Army Bicycle»

## MO-05
El MO-05 es considerado el modelo clásico usado por la infantería ciclista del ejército suizo.  Fue introducido en 1905 siendo reemplazado en 1993 por el modelo MO-93, hasta que la infantería ciclística suiza quedó eliminada en 2001.
Esta bicicleta, en sus inicios un «single speed» con un peso aproximado de unas 50 libras,  tuvo como rango más distintivo una especie de cartera que ocupaba la parte interior del cuadro. El MO-05 estaba pintado completamente de un color negro casi mate aunque algunos de los últimos modelos exhibieron color verde olivo.
Los accesorios exhibían los colores negro, marrón y verde olivo.  Las ruedas eran 26 x 1 ½". Por lo general tenían un carrete trasero de 20 dientes con un plato de 46 dientes.  Este modelo básico a veces era privado de los accesorios no esenciales.

### Accesorios
La MO-05 tenía integrado un farol delantero operado por dínamo accionado por un lado de la rueda frontal.  También estaba equipada con guardabarros y una parrilla trasera.
Usualmente, en el manubrio se colocaba una bolsa con la finalidad de guardar el casco de combate,  aunque a menudo a esa bolsa terminó dándosele otros usos.  Así mismo,  una manta era enrollada en la parte superior del timón.
También estaba equipada con un compartimiento para la ración alimentaria del soldado, ubicado a un lado de la parrilla trasera. Debajo del tubo del sillín contaba con pequeño bulto de piel para herramientas.  El asiento de cuero estaba dotado de muelles para suavizar el trayecto.  La bomba de aire podía estar ubicada arriba de la cartera principal o en el frente del tubo del asiento.
Llegó a estar equipada con tres  sistemas de frenos;  dos traseros (uno de contrapedal y otro de zapatillas) y un «freno de cuchara» delantero que funcionaba con una palanca de varilla que accionaba una zapatilla directamente sobre el neumático delantero.